# マティアス・ディトゥーロ
マティアス・ディトゥーロ（1987年5月8日 - ）はアルゼンチンのサッカー選手。ポジションはGK。エルチェCF所属。

## 経歴
14歳の時にフィールドプレーヤーからゴールキーパーに転向した。CAインデペンディエンテにアカデミー在籍期間を含め16年間所属し、2008年にはクルブ・アルマグロに期限付き移籍した。
2010年にペルーへ移籍したのちに才能を開花させ、2010-11シーズンの冬の移籍市場でデポルティーボ・アラベスに引き抜かれた。2011年にはセルタ・デ・ビーゴに移籍するが、Bチームの出場が主でトップチームで出場することはなかった。
2014年にボリビアに拠点を移し、クルブ・アウロラに加入した。その後、数クラブを経てクルブ・ボリバルに加入し、2017年4月25日には、自陣ボックス内からロングシュートを放ち得点を決めている。。守護神として活躍し、同クラブのリーグ優勝を勝ち取っている。
2018年にはウニベルシダ・カトリカに移籍した。2020年2月にはウニベルシダ・デ・チレとのクラシコでサポーターが暴徒化したのを見ると、その鎮静化に協力している。
2021年7月8日、RCセルタに2022年6月30日までのレンタル移籍（買取オプション付き）で加入することが発表された。
2024年1月8日、スペインのエルチェCFへフリーで移籍した。

## 人物
大会でPKを最も多く止めたGKとして世界記録を保持しており、8つのPKのうち7つをセーブしている。